# دوغ فريدمان
دوغ فريدمان (بالإنجليزية: Doug Friedman)‏ هو لاعب هوكي الجليد أمريكي، ولد في 1 سبتمبر 1971.

## وصلات خارجية
- دوغ فريدمان على موقع دوري الهوكي الوطني (الإنجليزية)
- دوغ فريدمان على موقع قاعة مشاهير الهوكي (لاعب أن.إتش.أل) (الإنجليزية)
- دوغ فريدمان على موقع EliteProspects.com (الإنجليزية)
- دوغ فريدمان على موقع HockeyDB.com (الإنجليزية)
- دوغ فريدمان على موقع Hockey-Reference.com (الإنجليزية)